# Biblioteca del H. Congreso de la Unión
Biblioteka Kongresu Meksyku (hiszp. Biblioteca del Honorable Congreso de la Unión, dawniej La Iglesia de Santa Clara) – meksykańska biblioteka, w większości zawierająca krajowe dokumenty legislacyjne od czasu uzyskania niepodległości.

## Historia
Budynek był początkowo częścią zakonu klarysek, założonego w XVI wieku, ale ten został zamknięty podczas nacjonalizacji dóbr kościelnych w 1859 roku. Od tego czasu wykorzystywano go jako siedziby urzędów, koszar i kantyny. Obecną funkcję budynek pełni od 1936, kiedy rząd meksykański założył w nim Bibliotekę Kongresu. Od tego czasu archiwa przestały mieścić się w budynku i są również przechowywane w  Palacio Legislativo de San Lazaro.
Biblioteka podlega  Dirección de Bibliotecas y de los Sistemas de Información del SEDIA (Dyrekcji Bibliotek i systemów Informacyjnych)